# Heist-op-den-Berg
Heist-op-den-Berg è un comune belga di 38 721 abitanti nelle Fiandre (Provincia di Anversa).

## Suddivisioni
Il comune è costituito dai seguenti distretti:
- Heist-op-den-Berg
- Booischot
- Hallaar
- Itegem
- Schriek
- Wiekevorst